# 唐嗣美
唐嗣美（1581年九月二十六日—1644年），字显卿，號翼如，武功中衛軍籍順天府通州人，明朝官员。同进士出身。

## 生平
萬曆九年（1581年，辛巳年）生。萬曆三十一年（1603年）癸卯科顺天乡试舉人，三十二年（1604年）甲辰科進士。吏部觀政，初授京衛武学教授，三十六年升國子監博士，三十八年升刑部主事，三十九年升员外郎，关外审决，四十一年升郎中，四十七年升山西右参政。天启元年升湖廣按察使，二年升山东右布政，三年升陕西左布政，四年养病，五年考察，崇禎時復起山西左布政使，四年考察。甲申流寇陷都城，嗣美殉难，妻支氏率子婦九人同投井死。